# Беньовиці
Беньовиці (пол. Bieniowice, нім. Bienau; until 1937: Bienowitz) — село в Польщі, у гміні Куниці Легницького повіту Нижньосілезького воєводства.
Населення — 309 осіб (2011).
У 1975-1998 роках село належало до Легницького воєводства.

## Демографія
Демографічна структура станом на 31 березня 2011 року:
|          | Загалом | Допрацездатний вік | Працездатний вік | Постпрацездатний вік |
| -------- | ------- | ------------------ | ---------------- | -------------------- |
| Чоловіки | 153     | 35                 | 103              | 15                   |
| Жінки    | 156     | 38                 | 86               | 32                   |
| Разом    | 309     | 73                 | 189              | 47                   |